# Trachyopella
Trachyopella är ett släkte av tvåvingar. Trachyopella ingår i familjen hoppflugor.

## Dottertaxa tillTrachyopella, i alfabetisk ordning[1][2]
- Trachyopella aposterni
- Trachyopella apotarsata
- Trachyopella artivena
- Trachyopella atoma
- Trachyopella atomus
- Trachyopella binuda
- Trachyopella bovilla
- Trachyopella brachystoma
- Trachyopella brevisectoris
- Trachyopella collinella
- Trachyopella coprina
- Trachyopella ealensis
- Trachyopella folkei
- Trachyopella formosa
- Trachyopella hardyi
- Trachyopella hem
- Trachyopella hyalinervis
- Trachyopella kozaneki
- Trachyopella kuntzei
- Trachyopella leucoptera
- Trachyopella lineafrons
- Trachyopella luteocera
- Trachyopella melania
- Trachyopella microps
- Trachyopella minuscula
- Trachyopella mitis
- Trachyopella novaeguineae
- Trachyopella nuda
- Trachyopella operta
- Trachyopella pannosa
- Trachyopella pectamera
- Trachyopella pedimera
- Trachyopella senaria
- Trachyopella straminea
- Trachyopella vockerothi